# Bombardement de Bruxelles de 1695
Pour les articles homonymes, voir Siège de Bruxelles.
Guerre de la Ligue d'Augsbourg
Batailles
- Philippsbourg (1688)
- Sac du Palatinat (1689)
- Baie de Bantry (1689)
- Mayence (1689)
- Walcourt (1689)
- Fleurus (1690)
- Cap Béveziers (1690)
- La Boyne (1690)
- Limerick (1690)
- Staffarda (1690)
- Québec (1690)
- Coni (1691)
- Mons (1691)
- Leuze (1691)
- Aughrim (1691)
- La Hougue (1692)
- Namur (1692)
- Steinkerque (1692)
- Lagos (1693)
- Neerwinden (1693)
- La Marsaille (1693)
- Charleroi (1693)
- Saint-Malo (1693)
- Rivière Ter (1694)
- Palamós (1694)
- Camaret (1694)
- Texel (1694)
- Dieppe (1694)
- Bruxelles (1695)
- Namur (1695)
- Dogger Bank (1696)
- Carthagène (1697)
- Barcelone (1697)
- Baie d'Hudson (1697)

Le bombardement de la ville de Bruxelles par les troupes françaises du roi Louis XIV, les 13, 14 et 15 août 1695, et l’incendie qui en a résulté, est la catastrophe la plus destructrice que la ville ait eu à subir au cours de son histoire.
La reconstruction du centre de la ville, effectuée durant les années suivantes, a profondément modifié son aspect et laissé de nombreuses traces visibles de nos jours.

## Contexte historique

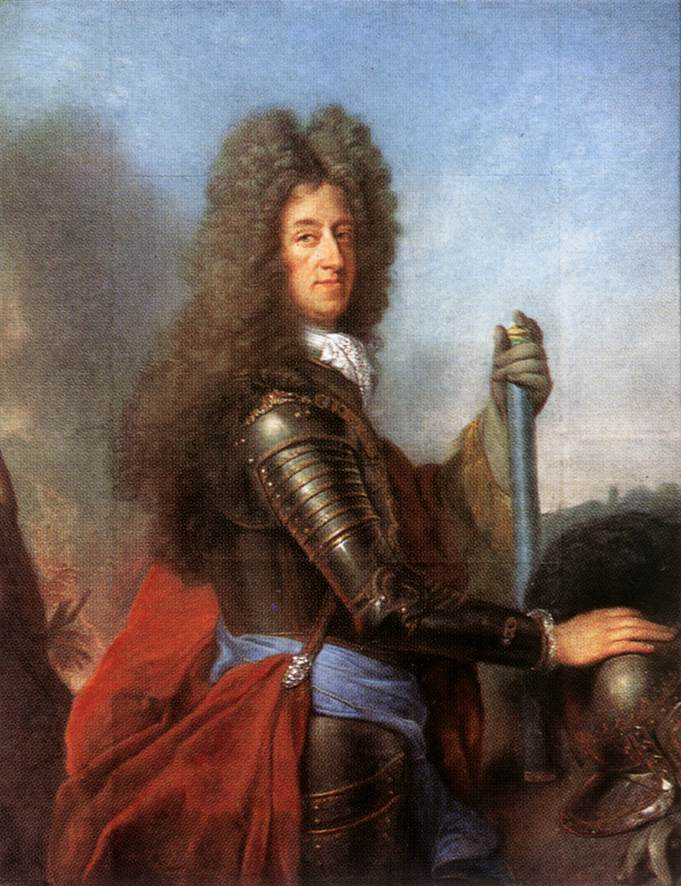
Maximilien-Emmanuel, électeur de Bavière et gouverneur des Pays-Bas espagnols.

Le XVIIe siècle, appelé Grand Siècle par les Français, est pour les habitants des Pays-Bas méridionaux, ou Pays-Bas espagnols, séparés des Provinces-Unies, un siècle noir durant lequel, à l’exception du règne des archiducs Albert et Isabelle (1595-1633), ils ont eu à subir une succession de guerres, de destructions, de pillages et de blocus de la part des différentes armées qui ont traversé les territoires au gré des différentes alliances.
En 1695, il y a près de quarante ans que, depuis la bataille des Dunes, la France de Louis XIV a entamé sa politique d’expansion territoriale, dont l’annexion progressive des possessions espagnoles du nord fait partie.
Les guerres ou les alliances se font, se défont et se succèdent, les places fortes changent plusieurs fois de maître. La guerre de la Ligue d'Augsbourg fait rage en Europe depuis 1688. À la monarchie française conquérante s’oppose une large coalition européenne, la Ligue d'Augsbourg avec, à sa tête, Guillaume III d'Orange, stathouder des Provinces-Unies et bientôt roi d’Angleterre, comprenant notamment l’Espagne, la Suède, l’empereur Léopold Ier d’Allemagne ainsi que plusieurs princes-électeurs, dont Maximilien-Emmanuel de Bavière, gouverneur des Pays-Bas espagnols, qui ont Bruxelles pour capitale.
En juillet 1695, la ville de Namur, occupée depuis trois ans par les Français, est assiégée par Guillaume III d'Angleterre, prince d’Orange, à la tête des armées alliées. À la suite de la perte récente et inopinée du maréchal de Luxembourg, l’armée française des Flandres a été confiée au maréchal de Villeroy, piètre stratège[réf. souhaitée], mais proche du roi. Ce dernier, irrité de la tournure que prennent les évènements, exige de Villeroy, qui piétine dans les Flandres, une action d’éclat lui enjoignant de détruire Bruges ou Gand. Villeroy, désireux de plaire au roi et d’effacer ses échecs, parvient à le convaincre de ce que « (…) bombarder Bruxelles aurait plus d’effet et permettrait d’attirer l’ennemi en un lieu où l’on puisse le combattre avec plus d’avantage qu’en approchant de Namur (…) »[réf. souhaitée].

## Le bombardement

### Les préparatifs
Dès la fin juillet, Villeroy fait parvenir au roi un mémoire complet établi par son maître d’artillerie. Celui-ci évalue le matériel nécessaire à 12 canons, 25 mortiers, 4 000 boulets, 5 000 bombes incendiaires, de grandes quantités de poudre, balles de plomb, grenades et mèches, et 900 chariots pour transporter tout cela. Il faut y ajouter encore le charroi transportant vivres et matériels pour une armée de près de 70 000 hommes.
Villeroy ajoute au document un calendrier précis et l’inventaire des chevaux, chariots, armes, matériels qu’il compte prélever dans les différentes places fortes aux mains des Français, ainsi que les bataillons d’escorte et de renfort. L’armée et le convoi de près de 1 500 chariots, rassemblés à Mons, quittent la ville le 7 août en direction de Bruxelles.
De telles manœuvres ne passent pas inaperçues : Villeroy laisse connaître ses intentions dans le but de détourner les armées alliées du siège de Namur. Entre-temps, le 3 août, le maréchal de Boufflers, qui défend la place, a demandé et obtenu une trêve en échange de la capitulation de la ville pour soigner ses blessés et se replier dans la citadelle. Après six jours, le siège a repris, et ni les troupes de Guillaume d’Orange ni celles de Maximilien-Emmanuel de Bavière, ne quittent les lieux. Seule l’armée du prince de Vaudémont, qui se trouve près de Gand, gagne les abords de Bruxelles mais, ne comptant que quinze mille hommes, elle se tient prudemment à l’écart.
L’armée française arrive en vue de Bruxelles le 11 août et s’installe sur les hauteurs à l’ouest de la ville. Bruxelles n’est ni une place forte ni une ville de garnison, ses fortifications sont vétustes malgré les améliorations qui y ont été apportées par les Espagnols au siècle précédent ; elles n’offriront aucune défense, d’autant plus qu’il ne s’agit pas pour l’agresseur de prendre la ville, mais de la bombarder. Deux retranchements devant les portes de Flandre et d’Anderlecht sont pris facilement. Les Français n’ont plus qu’à creuser leurs tranchées et installer leurs batteries.

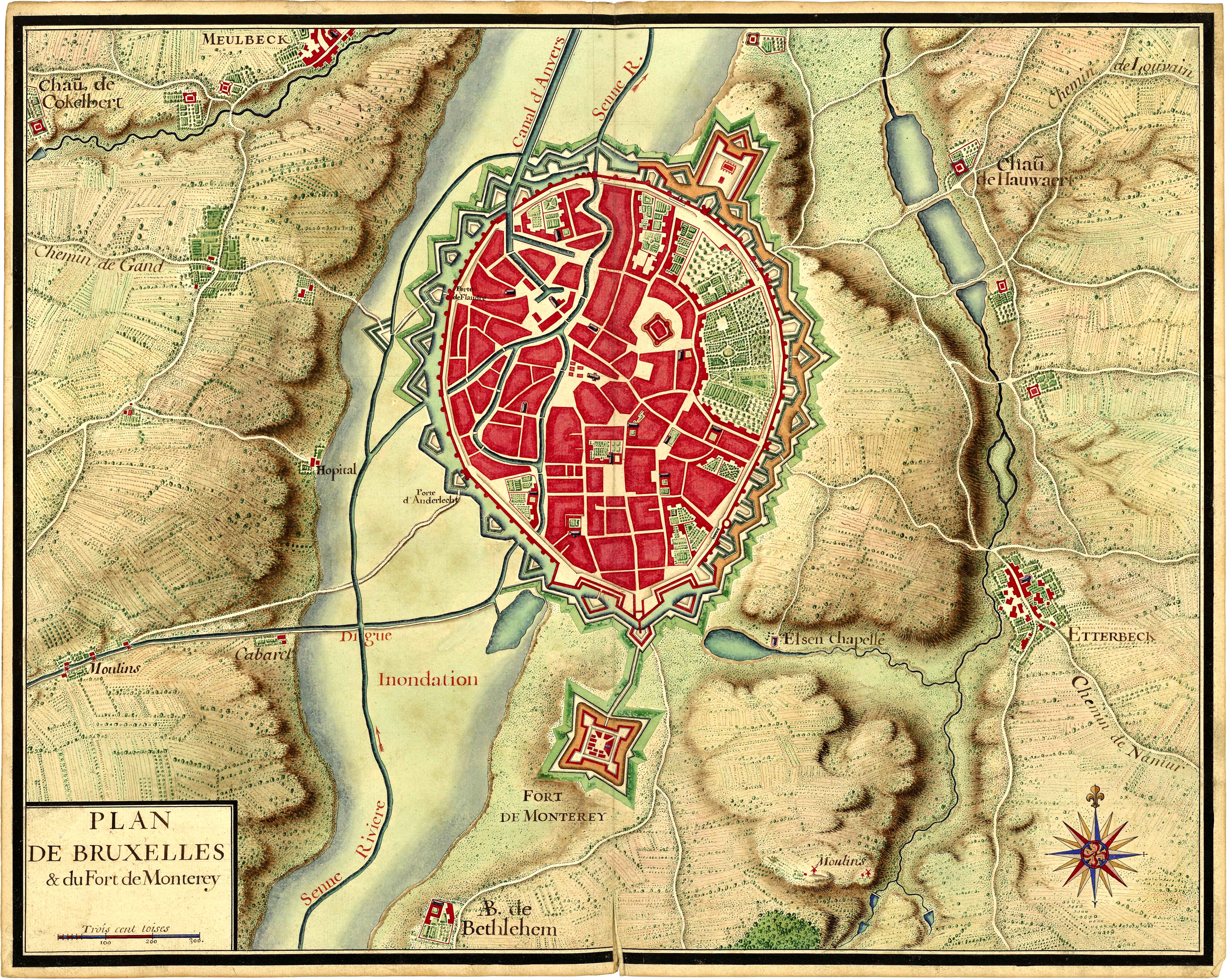
Plan de Bruxelles provenant de la collection de cartes réunies pour Louis XIV lors de la guerre de succession d'Espagne.

Le 13 août à midi, alors que les préparatifs s'achèvent, le maréchal de Villeroy fait parvenir, au nom du roi, une lettre au prince de Berghes, gouverneur militaire de Bruxelles. L’agression contre la ville ne pouvant décemment se justifier par l’espoir de détourner les armées alliées de Namur, le prétexte invoqué est une action de représailles en réponse à des bombardements par la flotte anglaise des villes françaises de la Manche qui faisaient suite à la guerre de course menée par les corsaires français. La lettre, qui annonce le bombardement dans les six heures qui suivent, affirme que « Dès que l’on voudra assurer que l’on ne jettera plus de bombes dans les places maritimes de France, le Roi, pareillement, n’en fera point jeter dans celles qui appartiennent aux princes contre lesquels il est en guerre » (à l’exception des villes assiégées) et que « Sa Majesté s’est résolue au bombardement de Bruxelles avec d’autant de peine que madame l’Électrice de Bavière s'y trouve ». Villeroy termine en demandant qu’on lui communique l’endroit où se trouve cette dernière, le Roi lui ayant défendu d’y faire tirer. Le prince de Berghes demande un premier sursis pour communiquer la lettre au prince-électeur qui arrive à Bruxelles, puis, alors que les tirs ont commencé, un délai de 24 heures pour en référer à Guillaume d’Orange, suppliant Villeroy de considérer l’injustice que serait de se venger sur Bruxelles par un bombardement dont la responsabilité était exclusivement celle du roi d’Angleterre. Le maréchal néglige de répondre à la seconde requête, considérant que le roi « (…) ne m’a point ordonné d’entrer en traité avec Mr. Le prince d’Orange ».

### Le feu

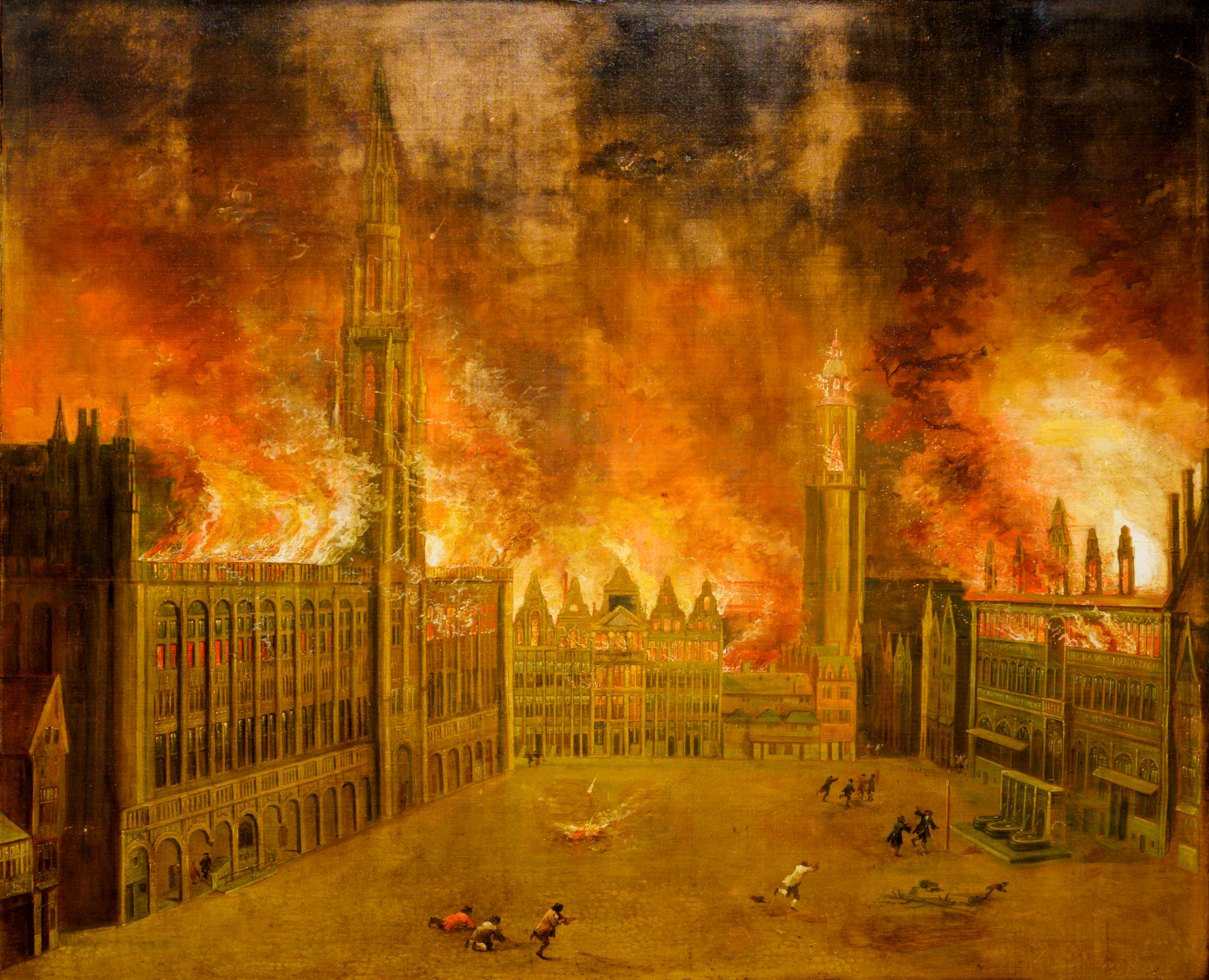
La Grand-Place en feu pendant la nuit du 13 au 14 août 1695 (anonyme, musée de la Ville de Bruxelles).

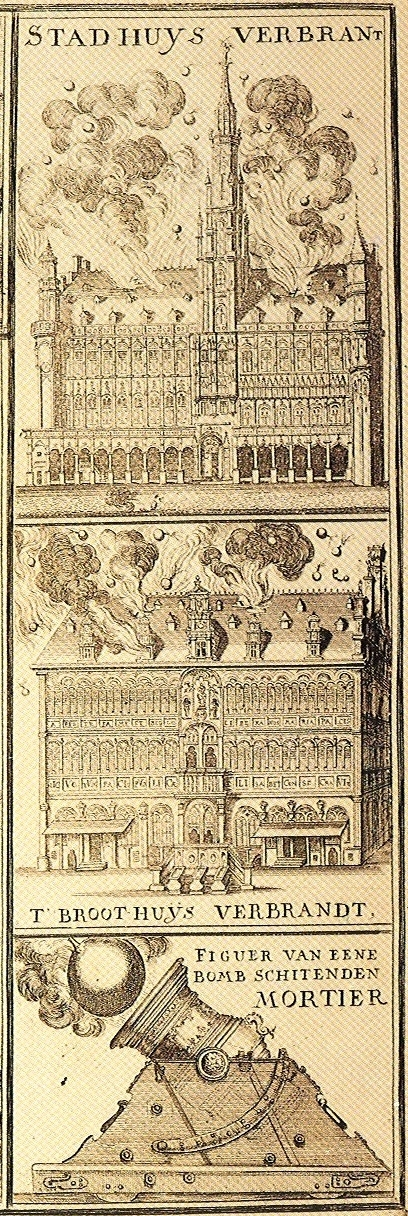
L'Hôtel de ville et la Maison du roi en feu ; type de mortier.

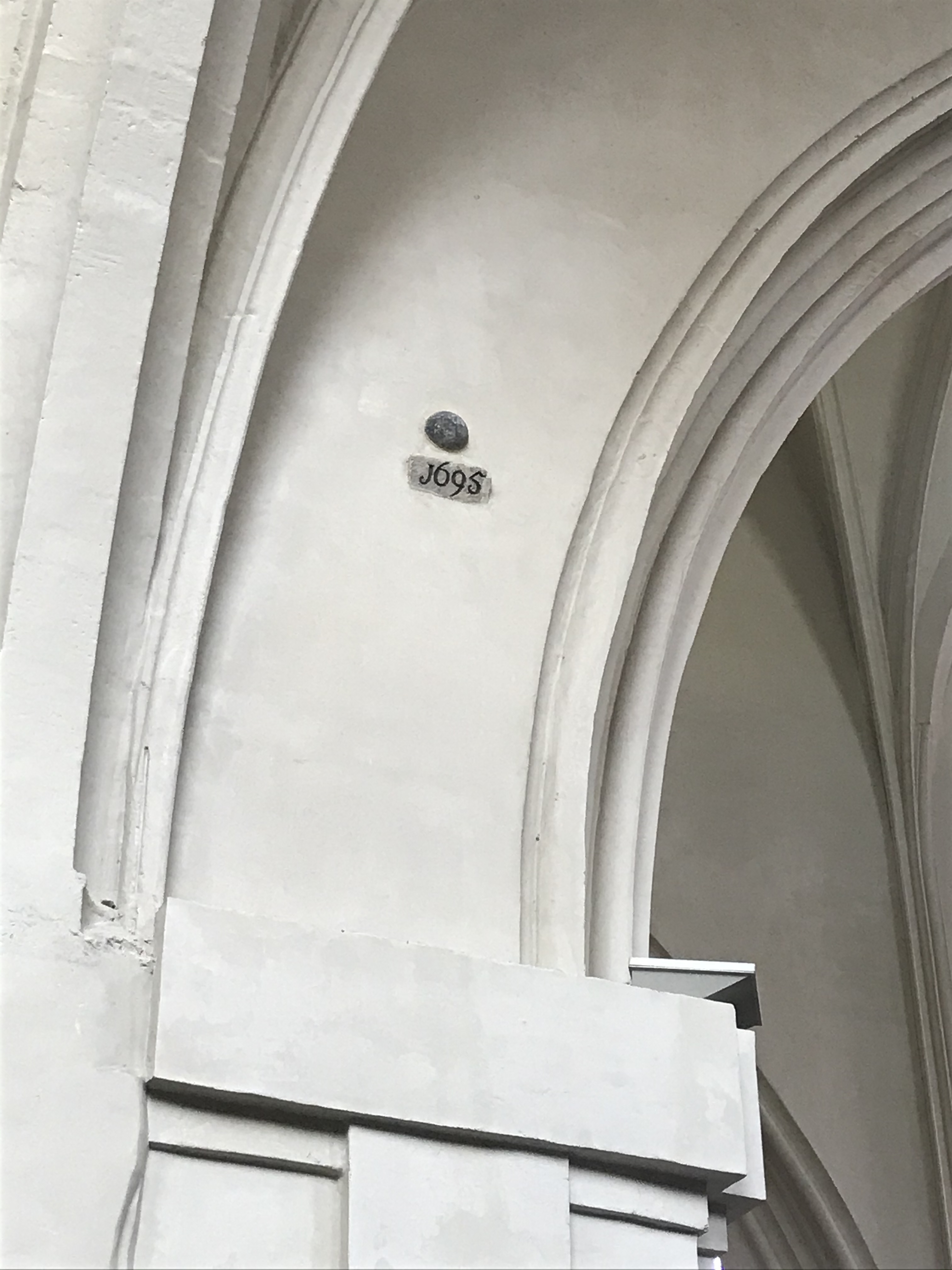
Boulet dans les murs de l'église Saint-Nicolas datant du bombardement.

Les batteries françaises entrent en action peu avant sept heures du soir. Les premières bombes et boulets incendiaires atteignent quelques maisons, déclenchant un début d’incendie qui se propage rapidement parmi les ruelles étroites, encore bordées le plus souvent de maisons et d’ateliers partiellement construits en bois.
Seules trois batteries défensives installées sur les remparts ouest de la ville tentent de riposter, mais ne disposent que de peu de boulets, de poudre ou de canonniers. Les quelques salves de boulets, puis de pavés, tirées par les milices bourgeoises, parviennent cependant à tuer quelques Français, sans retarder le bombardement.
Les autorités de la ville qui, jusqu’au dernier moment, ont cru que le pire pourrait être évité, ont exhorté la population à rester chez elle et ont recommandé de prévoir des seaux d’eau devant chaque maison pour éteindre les feux avant qu’ils ne s’étendent. Ces moyens dérisoires apparus rapidement comme inutiles, la panique pousse les habitants à fuir, en essayant de sauver leurs biens les plus précieux vers le haut de la ville, à l’est de la vallée de la Senne. Une foule impuissante assiste à l’incendie depuis le parc du palais ducal. Au milieu de la nuit, tout le cœur de la ville est embrasé, y compris les bâtiments en pierre de la Grand-Place et des environs, l’Hôtel de ville (abandonné par les membres du conseil, et par le Magistrat) dont la flèche sert de point de mire aux canonniers, la Maison du roi, la Grande Boucherie, le couvent des Récollets et l’église Saint-Nicolas, dont le clocher s’écroule sur les maisons voisines.
Maximilien-Emmanuel, rentré précipitamment de Namur avec quelques troupes, tente en vain d’organiser la lutte contre le feu et de maintenir l’ordre.
Au matin du 14 août, les tirs s'interrompent le temps de réapprovisionner les batteries en munitions. Le bruit court en ville que d'autres quartiers vont être visés; dans l’affolement, les habitants de ceux-ci transportent leurs biens dans les parties déjà touchées. Tout[Quoi ?] sera détruit à la reprise des bombardements.
Le pilonnage reprend de plus belle sur une surface de plus en plus large, au nord, vers le quartier de la Monnaie et le couvent des Dominicains où ont été entreposées de grandes quantités de meubles, d’œuvres d’art et d’archives familiales, qui disparaîtront sous les décombres, à l’est, où l’on craint pour la collégiale (future cathédrale) dont on évacue les richesses. Dans la soirée, le quartier de la Putterie et l’église de la Madeleine sont embrasés, le couvent des Récollets, déjà touché la nuit précédente, est presque totalement détruit, puis c’est le tour de l’hôpital Saint-Jean et, dans la nuit, du quartier et de l’église de la Chapelle. Au matin du 15 août, tout le centre de la ville est un immense brasier et Maximilien-Emmanuel, pour sauver la zone qui l’entoure en stoppant la progression des flammes, fait sauter à la poudre plusieurs bâtiments malgré l’opposition des propriétaires.
Les batteries françaises ne se taisent qu’en milieu de journée, après près de 48 heures de bombardement.
La seule représentation du bombardement est un tableau anonyme donnant une vision apocalyptique de la Grand-Place en flammes. Il est conservé au Musée de la Ville de Bruxelles.

### Bilan du bombardement
La population ayant eu le temps de se réfugier vers l’est, le bombardement a fait peu de victimes humaines. Aucune source n’en dresse un bilan précis, tant leur nombre en ces temps de guerre apparaît dérisoire en regard de celui occasionné par d'autres batailles. Il est question d’un homme tué à la première salve, de deux frères lais écrasés sous les ruines de leur couvent, de quatre malades brûlés dans l’hôpital Saint-Nicolas, d’habitants tentant de sauver leurs biens ou de pillards ensevelis sous les décombres.

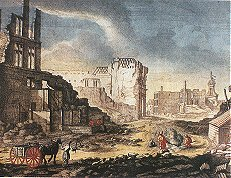
Vue des ruines de la fontaine bleue et du poids de la ville par A. Coppens.

Les dégâts matériels et culturels sont quant à eux inestimables. De nombreuses descriptions en font l’inventaire. Il y est question, suivant les sources, d’un nombre 4 à 5 000 bâtiments détruits ou en ruine, représentant le tiers de la surface bâtie de la ville et situés pour la plupart dans un périmètre délimité sur de nombreux plans de la ville, en dehors duquel des bombes sont tombées sur plusieurs points isolés, quelques boulets atteignant même le parc. Le chaos est fidèlement rendu par une série de dix-sept dessins exécutés par le peintre bruxellois Augustin Coppens. Ayant lui-même perdu sa maison, il restitue des vues des différents quartiers qui seront ensuite gravées et largement diffusées. Les décombres dissimulent presque entièrement le tracé des rues. Les habitations, encore souvent construites, à l’exception des murs mitoyens et des cheminées, en bois, ont presque entièrement disparu. Seules émergent les structures de pierre et de briques noircies des bâtiments publics, églises et couvent.

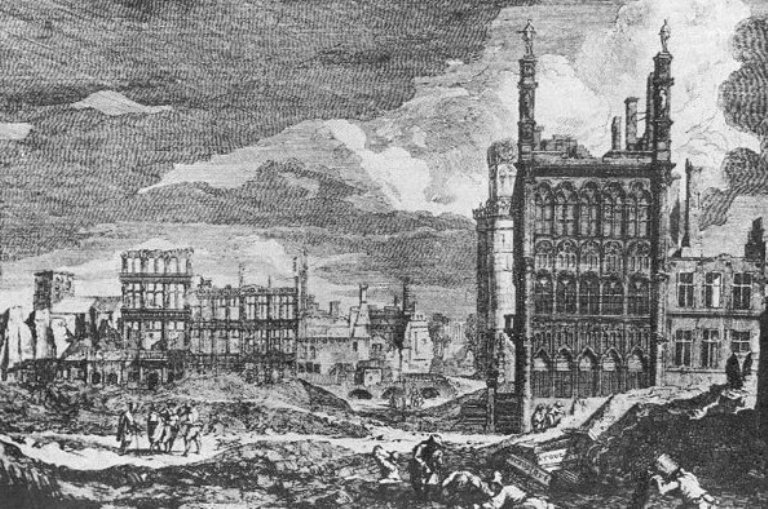
Vue des ruines de la Grand-Place par A. Coppens.

Le patrimoine artistique de la ville, accumulé depuis des siècles, est fortement amputé. Les œuvres inestimables qui décoraient l’intérieur de ces bâtiments, ainsi que celles que des bourgeois de la ville et les couvents des environs avaient cru pouvoir mettre à l’abri des remparts et des murs des églises, tapisseries bruxelloises, mobilier, peintures et dessins de Rogier de la Pasture, de Rubens, d'Antoine van Dyck, de Bernard van Orley et de bien d’autres, sont réduites en cendres. La mémoire historique de la ville est également affectée par la perte d'une partie de ses archives.
Tout cela auquel s’ajoute l’énorme quantité d’objets, de matériels et de marchandises perdues, est difficilement estimable. Bernardo de Quiros, écrit au roi Charles II d'Espagne, une semaine après la catastrophe, que les premières estimations s’élèveraient à trente millions de florins de perte. Le nonce apostolique Piazza les évalue à cinquante millions. Pour comparaison, la location annuelle d’une maison neuve ordinaire s'élève alors à une somme de variant de 120 à 150 florins, et pour acheter, c'était environ 2000 florins.

### Suites et réactions
Les Français eux-mêmes semblent surpris du succès de leur opération, au-delà de ce qu'ils avaient prévu. Villeroy écrit : « Le désordre que nous avons fait dans cette ville est incroyable, le peuple nous menace de beaucoup de représailles, je ne doute pas qu’il en ait la volonté, mais je n’en devine pas les moyens ». Le grand maître de l’artillerie française, M. de Vigny, qui n’en est pas à son coup d’essai, écrit : « J’ai été employé à faire plusieurs répétitions, mais je n’ai point encore vu un si grand feu, ni tant de désolation qu’il en paraît dans cette ville ». Le jeune duc de Berwick, futur maréchal de France qui est présent, désapprouve : « Jamais on ne vit un spectacle plus affreux et rien qui ressembloit mieux à ce que l’on raconte de l’embrasement de Troie ».
Dans l'Europe entière, la destruction de Bruxelles suscite l'indignation. L’événement représente une rupture avec les conventions tacites qui régissent les guerres jusqu’à cette époque. Un tel bombardement de terreur, prenant pour cible une population civile étrangère au conflit et destiné à impressionner les armées ennemies, est inédit. Les bombardements servent à abattre les défenses dans le but de prendre une ville plus ou moins intacte, ou encore de détruire les infrastructures guerrières ou les ports. Comment admettre qu’aucune capitale n’est plus à l’abri des bombes lancées par-dessus les remparts dans le seul but de détruire, le refus de Villeroy d’attendre ni la réponse du gouverneur de la ville ni la tentative du prince-électeur auprès du roi d’Angleterre d’obtenir la cessation des attaques contre les côtes françaises qui visent les ports et non les cités ? Les ministres des nations coalisées se réunissent à La Haye et jurent de venger Bruxelles.
Le pape Innocent XII, en recevant la liste des nombreux dommages subis par les églises et institutions religieuses, qui occupent près d’un cinquième de la ville, s’écrie « Cette guerre me fait gémir ».
En plus des protestations officielles, de nombreux pamphlets anonymes circulent, parmi ceux-ci une attaque incendiaire contre la France dont la barbarie menace toute l’Europe ou des écrits plus humoristiques ou cyniques, comme cette lettre de félicitation du diable aux Français dans laquelle il leur dit sa joie et son admiration et assure qu’il les accueillera plus tard chez lui avec plaisir, ou cette autre signée par Manneken-pis en personne, qui se moque de la rage de Louis XIV et se plaint que ce bombardement lui ait enlevé l’envie de pisser : « ...si je voyais brancher Villeroy à quelque arbre, j’en rirais tant que j’en pisserais de nouveau ».
Inutile d’un point de vue militaire, puisque n’ayant pas servi à détourner les troupes alliées de la citadelle de Namur, laquelle se rendra le 5 septembre après que l’armée de Villeroy a été stoppée dans la plaine, le bombardement de Bruxelles contribuera à faire pâlir en Europe l’étoile du Roi Soleil. Napoléon Ier jugera, un siècle plus tard, cette action « aussi barbare qu’inutile ».

## La reconstruction

### Premières mesures
Dans les jours suivant le bombardement et durant les mois suivants, les différentes autorités de la ville prennent une série de mesures et de règlements pour satisfaire aux besoins les plus urgents et entamer la reconstruction. Le partage du pouvoir complexe entre le pouvoir central et le pouvoir municipal provoque de nombreux conflits de pouvoir et contestations.
Le pouvoir central représentant le roi est personnifié par le prince gouverneur assisté par l'amman et par différentes administrations, dont le Conseil d’État, le Conseil des Finances, le Tribunal de la Foresterie et surtout la Chambre des Tonlieux.

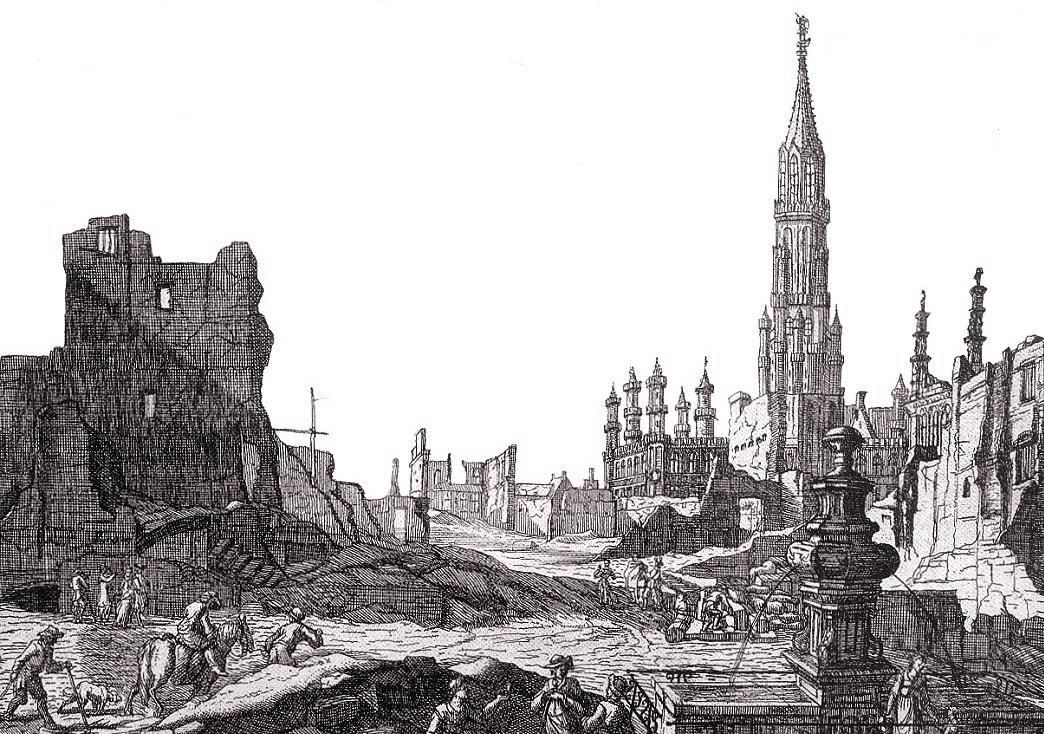
Vue du Marché aux Herbes vers la rue de la Colline et l'Hôtel de Ville par A. Coppens.

Le pouvoir municipal est assuré par des représentants des Lignages (patriciens) et des Nations (métiers) désignés pour former le Magistrat, conseil constitué des bourgmestre et échevins. La ville et ses corporations a conservé une grande partie de ses privilèges et de son autonomie acquise au Moyen Âge, renforcée par l’affaiblissement du pouvoir central dû aux guerres.
Le problème crucial de l’approvisionnement en vivres est résolu en quelques jours grâce aux villes voisines, le Magistrat suspend tout droit d’entrée sur les denrées et la bière et fait appel aux autorités des autres villes brabançonnes comme Louvain, Anvers et Malines, qui réagissent immédiatement et affrètent des convois de nourriture. De nombreux sans-abri campent dans le parc du palais, les autorités réquisitionnent tous les locaux disponibles dans les quartiers préservés en attendant la reconstruction et promulguent l’interdiction de toute augmentation des loyers. Pour stopper les pillages et rétablir l’ordre, la Ville forme des milices bourgeoises chargées de patrouiller dans les quartiers sinistrés, tandis que Maximilien-Emmanuel fait placer des sentinelles jour et nuit, avant de retourner prendre sa place au siège de Namur.
Plusieurs mois sont nécessaires pour déblayer les décombres, toutes les classes de la population sont réquisitionnées, non sans mal, et obligées de fournir chevaux, chariots et main d’œuvre.
Pour favoriser la reconstruction, autorisation est donnée à tous les ouvriers étrangers à la ville de venir travailler librement à sa reconstruction durant deux ans, le gouverneur ordonne la libre entrée des matériaux de construction et le blocage de leurs prix. Il interdit également aux ouvriers de demander des salaires plus élevés que celui qu’ils obtenaient avant le bombardement.

### Deux projets

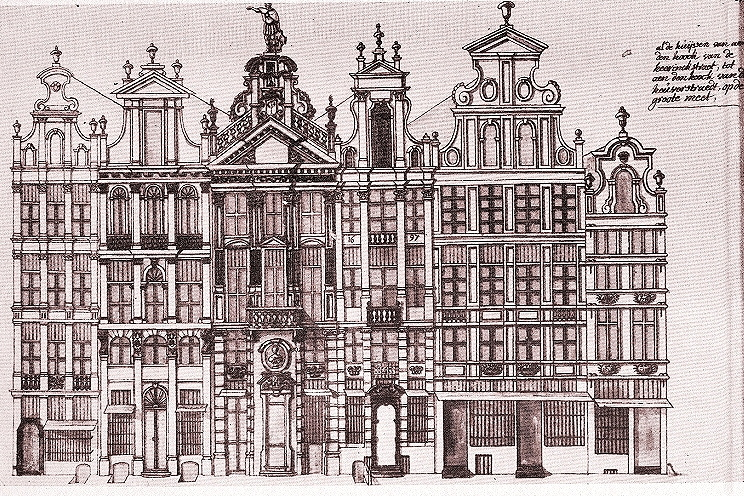
Maisons de la Grand-Place 1729 par F.J. Derons.

Dès les premiers mois qui suivent le bombardement, s'opposent deux conceptions urbanistiques totalement divergentes.
Maximilien-Emmanuel de Bavière prince ambitieux et éclairé, passionné d'art et d'architecture envisage à l'occasion de la reconstruction de modifier profondément le plan de la ville et son style architectural.
Contrairement aux nombreux et éphémères notables espagnols qui se sont succédé durant près de soixante ans à la charge jugée peu valorisante de gouverneur des Pays-Bas du sud, Maximilien-Emmanuel a pour ceux-ci une réelle ambition. Soutenu par l'empereur Léopold Ier et par Guillaume III d'Orange, il rêve de faire du pays son État héréditaire. Cette idée qui avait déjà été examinée favorablement à Madrid en 1685 est pour l'Espagne affaiblie l'occasion de se désengager d'une région qu'elle n'arrive plus à assumer tout en y maintenant un prince catholique allié aux Habsbourg. Seule l'opposition de la France a empêché pour un temps sa réalisation. Son premier mariage avec Marie-Antoinette d'Autriche, fille de l'empereur et petite fille de Philippe IV d'Espagne renforce ses alliances, leur fils Joseph-Ferdinand né à Bruxelles en 1692 est donc prétendant à la Succession d'Espagne.

Son projet est d'imprimer profondément sa marque à la capitale en transformant la ville médiévale à l'image des villes baroques, style nouveau, à la naissance duquel il a assisté lors de ses fréquents séjours à la cour impériale de Vienne, ou lors de ses voyages à Milan ou Turin. Le conseil d'urgence mis en place par le gouverneur est chargé de veiller à ce que « les édifices et les rues soient réalisés suivant une proportion régulière qui donne à la ville meilleure apparence ». Le prince-électeur insiste également sur ce point auprès du Magistrat de la ville dans une lettre qu'il lui adresse début octobre depuis le camp où il a rejoint son armée : « ...nous souhaiterions fort que l'on observât dans les bâtiments quelque égalité, et que l'on voulût, pour la beauté et la commodité de la ville, élargir les rues qui étaient auparavant trop étroite. »
Pour les habitants et les autorités de la ville, en revanche, les priorités sont bien différentes. La rapidité de la reconstruction est vitale pour permettre la reprise des activités économiques et éviter l'exode de la population. Les autorités de la ville, sans ressources, n'ont pas les moyens d'assumer elles-mêmes de tels projets qui nécessiteraient en outre le dédommagement des propriétaires et prendraient du temps. Elles ne peuvent compter sur aucune aide financière de l'Espagne ou du gouverneur dont tous les moyens sont engloutis par la guerre. La constance sera donc la recherche de l'économie et de l'efficacité basée sur les traditions, la récupération des matériaux et la réutilisation des fondations anciennes par leurs propriétaires. Les habitants et les corporations, encore puissantes et jalouses de leur indépendance et de leurs particularités, ne voient pas d'un bon œil l'imposition d'une nouvelle architecture uniforme. Quant aux artisans et architectes bruxellois, s'ils démontreront leurs connaissances des ressources et des besoins locaux, ainsi que leur inventivité, leur art est bien éloigné de l'urbanisme baroque.

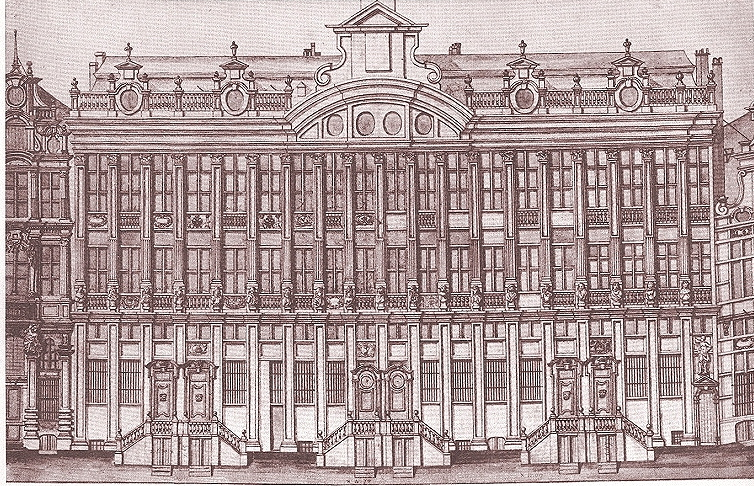
Maison des Ducs de Brabant 1729 par F.J. Derons.

La faiblesse du pouvoir central et l'absence du gouverneur reparti en guerre durant le début de la reconstruction, l'autonomie de la bourgeoisie et la nécessité imposeront donc le maintien de la structure de la ville, suivant un scénario assez comparable à celui survenu lors de reconstruction de Londres à la suite du grand incendie de 1666.
L'action visible du prince dans la reconstruction, dont peu de choses subsistent aujourd'hui, se concentrera donc en quelques points destinés à symboliser son pouvoir. Le premier théâtre de la Monnaie, pour la construction duquel il fait appel à des architectes et décorateurs vénitiens, la Grande Boucherie du marché aux Herbes, la place et la rue de Bavière, seule rue nouvelle percée à travers les anciens remparts de la première enceinte, et sur la Grand-Place le projet de réunir les constructions derrière des façades unifiées, dont seul l'un des côtés, appelé Maisons des ducs de Brabant et dessiné par Guillaume de Bruyn sera réalisé. Même sa statue équestre réalisée d'abord en pierre puis en bronze et placée au sommet de la Maison de la Corporation des Brasseurs, sera remplacée en 1752 par celle de Charles Alexandre de Lorraine.

Les évènements internationaux empêcheront également Maximilien-Emmanuel de Bavière d'imposer ses vues. Quelques années plus tard, il voit ses ambitions s'effondrer, son fils le jeune Joseph-Ferdinand meurt le 6 février 1699, peu de temps après avoir été désigné officiellement héritier de la couronne d'Espagne. À la mort du roi l'année suivante, c'est le petit-fils de Louis XIV, Philippe d'Anjou qui lui succède. L'électeur quitte son poste de gouverneur et range la Bavière au côté de la France, ennemi d'hier, durant la guerre de Succession d'Espagne qui débute. Il reprend sa charge à Bruxelles en 1704 avant de devoir quitter la ville définitivement après la victoire anglaise à la bataille de Ramillies deux ans plus tard. 

### La réédification du centre de la ville

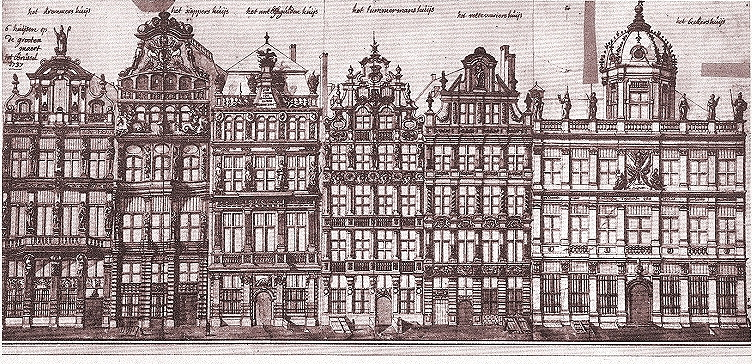
Maisons des corporations 1729 par F.J. Derons.

Si le plan général de la ville est conservé, celle-ci n'est cependant pas relevée à l'identique. Malgré la nécessité de reconstruire rapidement et le manque de moyens financier, les autorités ont la volonté d'améliorer la circulation, la sécurité et la salubrité des rues, ainsi que l'esthétique générale de la ville. Guillaume de Bruyn, architecte-ingénieur de la ville et géomètre juré, qui s'illustrera en tant qu'auteur de plusieurs maisons de la Grand-Place, est chargé d'établir le tracé des voiries en les redressant et les élargissant autant que possible. Une vingtaine de plans de rues de sa main ont été conservés. À partir du tracé antérieur au bombardement, il y réaligne les constructions, jusqu'alors placée côte à côte sans ordre, améliore des courbes, ou élargit des carrefours en dessinant des maisons d'angles à pans coupés. Chaque modification, même insignifiante mentionne les noms des propriétaires et est commentée et justifiée en détail, sans doute dans le but d'éviter les contestations.
De nouveaux règlements urbanistiques et architecturaux sont élaborés. Tout d'abord, l'usage et le statut de l'espace public, où activités publiques et privées se mêlent : circulation, commerce, dépôt de marchandises ou travail, sont redéfinis. Rues et places sont déclarées appartenir au roi. Les activités et les débordements sur la voie publique de boutiques, perrons, entrées de cave ou enseignes sont règlementés. La ville se dote de nouveaux pouvoirs juridiques pour imposer l'observation de mesures déjà existantes mais peu appliquées telle que l'interdiction des toitures en chaume et des constructions traditionnelles en bois dotées d'auvents, d'étages en surplomb et de toitures en saillies destinée à protéger la façade, ce type de maisons favorisant la propagation des incendies. Le placement de gouttières et conduites d'eau de pluie devient obligatoire. Toutes constructions non conforme doit être abattue.

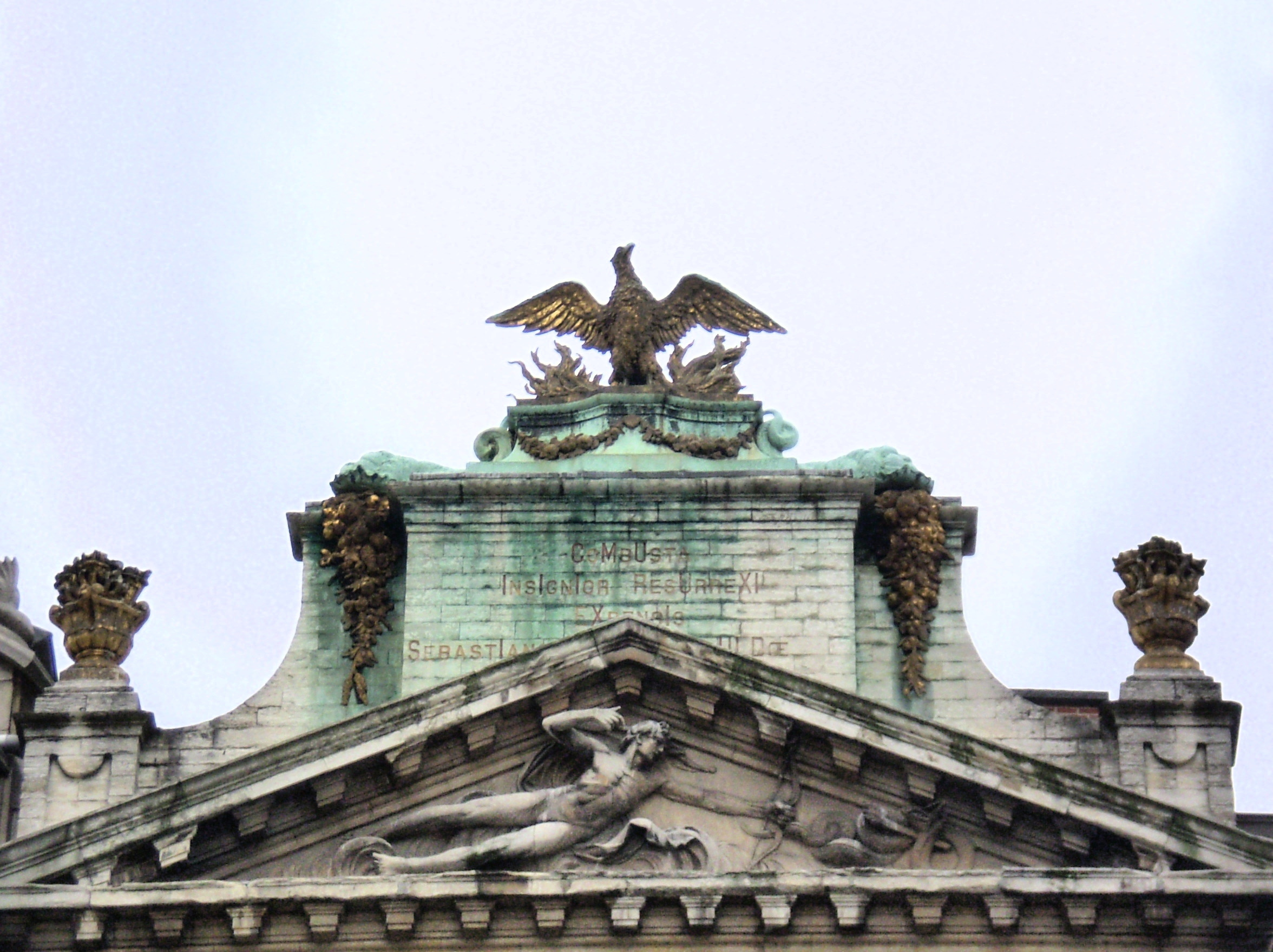
Phénix surgissant des flammes Grand-Place.

La reconstruction de la Grand-Place et des rues adjacentes, centre économique, politique et symbolique de la ville fait l'objet d'une attention particulière et de mesures d'exceptions. Le conseil municipal finance le redressement de l'Hôtel de Ville par la vente de plusieurs maisons et terrains. Les corporations des métiers sont encouragées à reconstruire avec un soin particuliers les maisons qu'elles possèdent, les plans et projets doivent impérativement être soumis à l'approbation du Magistrat avant leur exécution. L'émulation est importante, les façades fastueuses des maisons corporatives utilisent tous les styles décoratifs de l'époque dans un souci d'individualisations. Bien que leur influence politique et économique soit en déclin, les Métiers en font leurs vitrines et s'endettent pour plusieurs décennies. Certaines corporations ruinées se verront contraintes de vendre leurs biens et ne conserverons dans « leur » maison qu'une salle de réunions.

Cinq ans après la catastrophe, Bruxelles est presque entièrement rebâtie, plus belle qu'avant. La reconstruction d'une rapidité exceptionnelle, véritable défi, a eu lieu dans une atmosphère d'espoir de paix suscitée par la chute de la citadelle de Namur et la signature du traité de Ryswick, ces deux évènements font l'objet d'importantes commémorations à Bruxelles. En 1696, la ville fait frapper une médaille représentant un phénix entouré des mots "combusta insignior resurrexi expensis Sebastianæ guldæ" ("M'étant consumée, je me suis relevée plus éclatante encore, aux frais de la guilde de Saint-Sébastien"). Le même symbole, le Phénix renaissant de ses cendres et sortant des flammes, surplombe l'une des maisons de la Grand-Place (La Louve) évoquant la reconstruction de la ville.

## Bibliograhie
- Élise Laurillard-Fallot, Souvenir d'une famille bruxelloise : Le bombardement de 1695, Bruxelles : J. Lebègue, s.d.
- Alain van Dievoet, « Un disciple belge de Grinling Gibbons, le sculpteur Pierre van Dievoet (1661-1729) et son œuvre à Londres et Bruxelles », dans Le Folklore brabançon, mars 1980, n° 225, p.65 à 91 Lire en ligne, Folklore Brabançon, n° 225, pp. 65-91.
- Éric Hennaut, Maurice Culot, Marie Demanet, Caroline Mierop, Le Bombardement de Bruxelles par Louis XIV et la reconstruction qui s'ensuivit : 1695-1700, Bruxelles : Archives d'Architecture Moderne, 1992.